# Gülsün Sağlamer
Gülsün Sağlamer (* 1945 in Trabzon) ist eine türkische Architektin und emeritierte Professorin an der İstanbul Teknik Üniversitesi. Sie war die erste Rektorin einer technischen Universität in der Türkei und die einzige Rektorin einer technischen Universität in Europa.

## Leben
Gülsün Sağlamer schloss 1967 ein Architekturstudium an der İstanbul Teknik Üniversitesi  ab und wurde dort 1973 promoviert. 1975/76 arbeitete sie als wissenschaftliche Mitarbeiterin am Martin Centre im Fachbereich Architektur der University of Cambridge.
Im Jahr 1977 wurde Sağlamer Doçent und 1987 ordentliche Professorin für Architekturdesign an der ITU. Zu ihren Forschungsschwerpunkten gehörte das Architekturdesign mit Hilfe von CAD-Methoden. Von 1996 bis 2004 war sie Rektorin der İstanbul Teknik Üniversitesi und die erste Frau in dieser Position an einer Universität in der Türkei. Seit 2008 ist Sağlamer Präsidentin der European Women Rectors Association, deren Gründungsmitglied sie auch war.
Sağlamer war zwischen 1990 und 1996 Mitglied der Wissenschaftskommission der Türkischen Anstalt für Wissenschaftliche und Technologische Forschung (TÜBITAK) und von 1993 bis 1996 Gastprofessorin an der Queen’s University of Belfast.
2012 wurde sie emeritiert.

## Auszeichnungen
Sağlamer erhielt die Ehrendoktorwürde der Carleton University (2001), der Universitatea de Nord in Baia Mare (2002) und der Universitatea Ovidius Constanța (2009). Sie ist seit 2006 Ehrenmitglied des American Institute of Architects (AIA) und erhielt 2005 die “Leonardo da Vinci Medal” der Europäischen Gesellschaft für Ingenieur-Ausbildung. Sie ist seit Mitglied der Europäische Akademie der Wissenschaften und Künste.